# 2012-es Edmonton Indy
A 2012-es Edmonton Indy a 2012-es Izod IndyCar Series szezon tizenegyedik futama, melyet 2012. július 22-én rendeznek meg a Kanadai Edmonton repterén kialakított utcai pályán.

## Nevezési lista
| Csapat                           | Motor     | Első pilóta | Első pilóta         | Második pilóta | Második pilóta     | Harmadik pilóta | Harmadik pilóta  | Negyedik pilóta | Negyedik pilóta |
| -------------------------------- | --------- | ----------- | ------------------- | -------------- | ------------------ | --------------- | ---------------- | --------------- | --------------- |
| Team Penske                      | Chevrolet | 2           | Ryan Briscoe        | 3              | Hélio Castroneves  | 12              | Will Power       |                 |                 |
| Panther Racing                   | Chevrolet | 4           | J. R. Hildebrand    |                |                    |                 |                  |                 |                 |
| KV Racing Technology             | Chevrolet | 5           | E. J. Viso          | 8              | Rubens Barrichello | 11              | Tony Kanaan      |                 |                 |
| Dragon Racing                    | Chevrolet | 7           | Sebastien Bourdais  |                |                    |                 |                  |                 |                 |
| Target Chip Ganassi Racing       | Honda     | 9           | Scott Dixon         | 10             | Dario Franchitti   | 38              | Graham Rahal     | 83              | Charlie Kimball |
| A. J. Foyt Enterprises           | Honda     | 14          | Mike Conway         |                |                    |                 |                  |                 |                 |
| Rahal Letterman Laningan Racing  | Honda     | 15          | Szató Takuma        |                |                    |                 |                  |                 |                 |
| Dale Coyne Racing                | Honda     | 18          | Justin Wilson       | 19             | James Jakes        |                 |                  |                 |                 |
| Ed Carpenter Racing              | Chevrolet | 20          | Ed Carpenter        |                |                    |                 |                  |                 |                 |
| Panther-Dreyer & Reinbold Racing | Chevrolet | 22          | Oriol Servià        |                |                    |                 |                  |                 |                 |
| Andretti Autosport               | Chevrolet | 26          | Marco Andretti      | 27             | James Hinchcliffe  | 28              | Ryan Hunter-Reay |                 |                 |
| Sarah Fisher Hartman Racing      | Honda     | 67          | Josef Newgarden     |                |                    |                 |                  |                 |                 |
| Schmidt Hamilton Motorsports     | Honda     | 77          | Simon Pagenaud      |                |                    |                 |                  |                 |                 |
| Lotus-HVM Racing                 | Lotus     | 78          | Simona de Silvestro |                |                    |                 |                  |                 |                 |
| Team Barracuda – BHA             | Honda     | 98          | Alex Tagliani       |                |                    |                 |                  |                 |                 |
| HIVATALOS NEVEZÉSI LISTA         |           |             |                     |                |                    |                 |                  |                 |                 |

## Eredmények

### Időmérő
| Pozíció | #  | Pilóta              | Csapat                           | Motor     | Egyes csoport | Kettes csoport | Top 12    | Fast 6    |
| ------- | -- | ------------------- | -------------------------------- | --------- | ------------- | -------------- | --------- | --------- |
| 1       | 28 | Ryan Hunter-Reay    | Andretti Autosport               | Chevrolet |               | 1:16.3047      | 1:27.5381 | 1:17.2338 |
| 2       | 10 | Dario Franchitti    | Chip Ganassi Racing              | Honda     |               | 1:16.6814      | 1:27.3631 | 1:17.2446 |
| 3       | 2  | Ryan Briscoe        | Team Penske                      | Chevrolet | 1:16.3663     |                | 1:27.3466 | 1:17.4238 |
| 4       | 15 | Szató Takuma        | Rahal Letterman Laningan Racing  | Honda     | 1:16.2940     |                | 1:26.6013 | 1:17.5526 |
| 5       | 98 | Alex Tagliani       | Team Barracuda – BHA             | Honda     | 1:16.2101     |                | 1:27.4094 | 1:17.6139 |
| 6       | 3  | Hélio Castroneves   | Team Penske                      | Chevrolet |               | 1:16.8429      | 1:27.1590 | 1:17.6401 |
| 7       | 12 | Will Power          | Team Penske                      | Chevrolet | 1:15.9508     |                | 1:27.5666 |           |
| 8       | 9  | Scott Dixon         | Chip Ganassi Racing              | Honda     | 1:16.3667     |                | 1:27.7001 |           |
| 9       | 77 | Simon Pagenaud      | Schmidt-Hamilton Motorsports     | Honda     | 1:16.5237     |                | 1:27.8410 |           |
| 10      | 8  | Rubens Barrichello  | KV Racing Technology             | Chevrolet |               | 1:16.9090      | 1:28.2521 |           |
| 11      | 38 | Graham Rahal        | Chip Ganassi Racing              | Honda     |               | 1:16.8621      | 1:28.6737 |           |
| 12      | 27 | James Hinchcliffe   | Andretti Autosport               | Chevrolet |               | 1:16.3995      | 1:28.7409 |           |
| 13      | 18 | Justin Wilson       | Dale Coyne Racing                | Honda     | 1:16.6190     |                |           |           |
| 14      | 7  | Sebastien Bourdais  | Dragon Racing                    | Chevrolet |               | 1:16.9747      |           |           |
| 15      | 67 | Josef Newgarden     | Sarah Fisher Hartman Racing      | Honda     | 1:16.7533     |                |           |           |
| 16      | 19 | James Jakes         | Dale Coyne Racing                | Honda     |               | 1:16.9900      |           |           |
| 17      | 26 | Marco Andretti      | Andretti Autosport               | Chevrolet | 1:16.9881     |                |           |           |
| 18      | 5  | E. J. Viso          | KV Racing Technology             | Chevrolet |               | 1:16.9920      |           |           |
| 19      | 83 | Charlie Kimball     | Chip Ganassi Racing              | Honda     | 1:17.0078     |                |           |           |
| 20      | 22 | Oriol Servià        | Panther-Dreyer & Reinbold Racing | Chevrolet |               | 1:17.3906      |           |           |
| 21      | 4  | J. R. Hildebrand    | Panther Racing                   | Chevrolet | 1:17.5285     |                |           |           |
| 22      | 11 | Tony Kanaan         | KV Racing Technology             | Chevrolet |               | 1:17.5441      |           |           |
| 23      | 78 | Simona de Silvestro | Lotus-HVM Racing                 | Lotus     | 1:17.9789     |                |           |           |
| 24      | 20 | Ed Carpenter        | Ed Carpenter Racing              | Chevrolet |               | 1:17.6918      |           |           |
| 25      | 14 | Mike Conway         | A. J. Foyt Enterprises           | Honda     |               | 1:18.8781      |           |           |

## Rajtfelállás
| Rajtsor | Belső ív | Belső ív             | Külső ív | Külső ív           |
| --- | -------- | -------------------- | -------- | ------------------ |
| 1 | 10       | Dario Franchitti     | 2        | Ryan Briscoe       |
| 2 | 15       | Szató Takuma         | 98       | Alex Tagliani      |
| 3 | 3        | Hélio Castroneves    | 77       | Simon Pagenaud     |
| 4 | 8        | Rubens Barrichello   | 38       | Graham Rahal       |
| 5 | 27       | James Hinchcliffe    | 18       | Justin Wilson      |
| 6 | 28       | Ryan Hunter-Reay†    | 7        | Sebastien Bourdais |
| 7 | 67       | Josef Newgarden      | 19       | James Jakes        |
| 8 | 26       | Marco Andretti       | 5        | E. J. Viso         |
| 9 | 12       | Will Power†          | 9        | Scott Dixon‡       |
| 10 | 83       | Charlie Kimball      | 4        | J. R. Hildebrand   |
| 11 | 11       | Tony Kanaan          | 20       | Ed Carpenter       |
| 12 | 14       | Mike Conway          | 22       | Oriol Servià†      |
| 13 | 78       | Simona de Silvestro‡ |          |                    |
| † 10 rajthelyes büntetést kapott motorcsere miatt ‡ 10 rajthelyes büntetést kapott, mert lejárt az ötmotoros limit |          |                      |          |                    |

### Verseny
| Pozíció                                                          | #  | Pilóta              | Csapat                           | Motor     | Futott kör | Idő/Kiesés oka     | Rajthely | Élen töltött körök száma | Pont |
| ---------------------------------------------------------------- | -- | ------------------- | -------------------------------- | --------- | ---------- | ------------------ | -------- | ------------------------ | ---- |
| 1.                                                               | 3  | Hélio Castroneves   | Team Penske                      | Chevrolet | 75         | 1:38:50.9294       | 5        | 22                       | 50   |
| 2.                                                               | 15 | Szató Takuma        | Rahal Letterman Lanigan Racing   | Honda     | 75         | +0.8367            | 3        | 0                        | 40   |
| 3.                                                               | 12 | Will Power          | Team Penske                      | Chevrolet | 75         | +5.3697            | 17       | 3                        | 35   |
| 4.                                                               | 38 | Graham Rahal        | Chip Ganassi Racing              | Honda     | 75         | +6.9481            | 8        | 0                        | 32   |
| 5.                                                               | 98 | Alex Tagliani       | Team Barracuda – BHA             | Honda     | 75         | +15.2358           | 4        | 49                       | 32   |
| 6.                                                               | 10 | Dario Franchitti    | Chip Ganassi Racing              | Honda     | 75         | +15.8757           | 1        | 0                        | 28   |
| 7.                                                               | 28 | Ryan Hunter-Reay    | Andretti Autosport               | Chevrolet | 75         | +21.5357           | 11       | 0                        | 27   |
| 8.                                                               | 2  | Ryan Briscoe        | Team Penske                      | Chevrolet | 75         | +23.5311           | 2        | 1                        | 24   |
| 9.                                                               | 18 | Justin Wilson       | Dale Coyne Racing                | Honda     | 75         | +26.3280           | 10       | 0                        | 22   |
| 10.                                                              | 9  | Scott Dixon         | Chip Ganassi Racing              | Honda     | 75         | +26.6481           | 18       | 0                        | 20   |
| 11.                                                              | 14 | Mike Conway         | A.J. Foyt Enterprises            | Honda     | 75         | +27.0458           | 23       | 0                        | 19   |
| 12.                                                              | 27 | James Hinchcliffe   | Andretti Autosport               | Chevrolet | 75         | +31.4527           | 9        | 0                        | 18   |
| 13.                                                              | 8  | Rubens Barrichello  | KV Racing Technology             | Chevrolet | 75         | +35.1256           | 7        | 0                        | 17   |
| 14.                                                              | 26 | Marco Andretti      | Andretti Autosport               | Chevrolet | 75         | +39.8669           | 15       | 0                        | 16   |
| 15.                                                              | 7  | Sebastien Bourdais  | Dragon Racing                    | Chevrolet | 75         | +40.8154           | 12       | 0                        | 15   |
| 16.                                                              | 5  | E. J. Viso          | KV Racing Technology             | Chevrolet | 75         | +55.1028           | 16       | 0                        | 14   |
| 17.                                                              | 67 | Josef Newgarden     | Sarah Fisher Hartman Racing      | Honda     | 75         | +56.0449           | 13       | 0                        | 13   |
| 18.                                                              | 11 | Tony Kanaan         | KV Racing Technology             | Chevrolet | 75         | +57.0272           | 21       | 0                        | 12   |
| 19.                                                              | 83 | Charlie Kimball     | Chip Ganassi Racing              | Honda     | 75         | +1:04.8947†        | 19       | 0                        | 12   |
| 20.                                                              | 77 | Simon Pagenaud      | Schmidt Hamilton Motorsports     | Honda     | 74         | Baleset Kimball-al | 6        | 0                        | 12   |
| 21.                                                              | 4  | J. R. Hildebrand    | Panther Racing                   | Chevrolet | 74         | +1 Kör             | 20       | 0                        | 12   |
| 22.                                                              | 20 | Ed Carpenter        | Ed Carpenter Racing              | Chevrolet | 74         | +1 Kör             | 22       | 0                        | 12   |
| 23.                                                              | 78 | Simona de Silvestro | HVM Racing                       | Lotus     | 74         | +1 Kör             | 25       | 0                        | 12   |
| 24.                                                              | 22 | Oriol Servià        | Panther-Dreyer & Reinbold Racing | Chevrolet | 65         | Műszaki hiba       | 24       | 0                        | 12   |
| 25.                                                              | 19 | James Jakes         | Dale Coyne Racing                | Honda     | 43         | Felfüggesztés      | 14       | 0                        | 10   |
| † 30 másodperces büntetést kapott elkerülhető baleset okozásáért |    |                     |                                  |           |            |                    |          |                          |      |

### Verseny statisztikák
A verseny alatt 5-ször változott az élen álló személye 5 versenyző között.
| Változás az élen | Változás az élen  |
| Kör              | Élen              |
| ---------------- | ----------------- |
| 26               | Ryan Briscoe      |
| 27               | Will Power        |
| 28               | Alex Tagliani     |
| 52               | Will Power        |
| 54               | Hélio Castroneves |

| Élen töltött körök száma | Élen töltött körök száma |
| Körök                    | Versenyző                |
| ------------------------ | ------------------------ |
| 49                       | Alex Tagliani            |
| 22                       | Hélio Castroneves        |
| 3                        | Will Power               |
| 1                        | Ryan Briscoe             |

| Sárga zászlók: nem volt | Sárga zászlók: nem volt |
| ----------------------- | ----------------------- |

## Bajnokság állása a verseny után
Pilóták bajnoki állása
| Pozíció | Pilóta            | Pontok |
| ------- | ----------------- | ------ |
| 1       | Ryan Hunter-Reay  | 362    |
| 2       | Hélio Castroneves | 339    |
| 3       | Will Power        | 336    |
| 4       | Scott Dixon       | 301    |
| 5       | James Hinchcliffe | 286    |

Gyártók bajnoksága
| Pozíció | Gyártó    | Pontok |
| ------- | --------- | ------ |
| 1       | Chevrolet | 90     |
| 2       | Honda     | 75     |
| 3       | Lotus     | 44     |